# Matvej Mitjkov
Matvej Andrejevitj Mitjkov (ryska: Матвей Андреевич Мичков), född 9 december 2004 i Perm, är en rysk professionell ishockeyspelare som spelar för Philadelphia Flyers i National Hockey League (NHL).
Mitjkov draftades av Flyers som 7:e spelare totalt i NHL draften 2023.

## Uppväxt
Mitjkov föddes i Perm, Ryssland och fick sitt första par skridskor när han var 3 år gammal. Han började spela för det lokalalaget Molot Perm, men för att vidareutveckla sin hockeykarriär flyttade han med sina föräldrar och bror till Jaroslavl år 2015 för att gå med i Lokomotiv Jaroslavls ungdomslag.
Redan 2014 började Mitjkov bli uppmärksammad för sin hockeytalang och satte poängrekord för sin åldersgrupp. Han gjorde 109 poäng på 26 matcher i den ryska U-16-ligan och hade sedan 56 poäng på 56 matcher som 16-åring i U20-divisionen, ett rekord som Nikita Kutjerov tidigare innehade.

## Klubblagskarriär

### SKA Sankt Petersburg
2020 gick Mitjkov över från Lokomotiv Jaroslavls ungdomslag till SKA Sankt Petersburg. Han spelade säsongen 2020/21 med både SKA-1946 och SKA Varyagi i Youth Hockey League (MHL), och noterade för 56 poäng på 56 matcher. Han ledde skytteligan med 38, och slutade sedan åtta totalt i poängligan. Han satte därmed ett nytt poängrekord av en 16-åring i MHL.
År 2021 gjorde Mitjkov sin professionella debut med SKA Saint Petersburg i Kontinental Hockey League (KHL), med debut den 2 september 2021.